# 大花美人蕉
大花美人蕉（学名：Canna × generalis）也称水生美人蕉，是美人蕉科美人蕉属三个物种——粉美人蕉（C. glauca） 、 美人蕉（C. indica） 及鸢尾花美人蕉（C. iridiflora） 的杂交种。原产于印度及南美，喜阳及湿热气候，畏霜雪。是观叶又观花的花卉，还可吸收有害气体，是广泛种植于各国庭院、公园的花卉。

## 形态特征

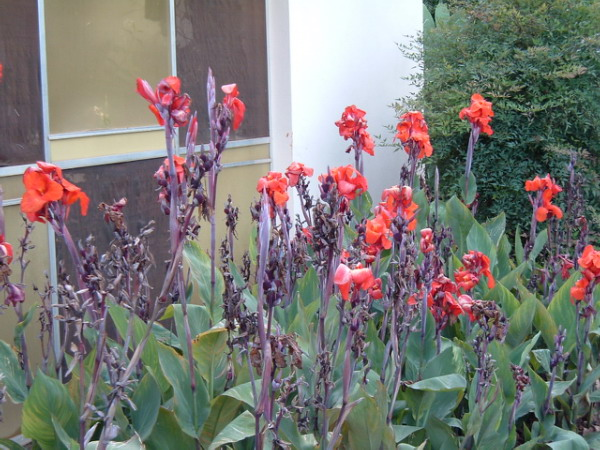
大花美人蕉

多年生草本 ，株高可达100厘米～150厘米，根茎肥大有块状的地下茎 ；叶大 ，螺旋状排列 ，有明显的中脉和羽状的平行脉，叶柄呈鞘状抱茎，无叶舌，叶柄呈圆形，绿色或紫红色；茎叶具白粉，叶片阔椭圆形。花朵较大，可达20 厘米大小，花瓣直伸，具4枚瓣化雄蕊，花色有乳白、黄、桔红、粉红、大红至紫红。

## 中医药用
- 根茎可治急性黄疽性肝火、久痢、痈毒肿痛、月经不调。
- 花可止血，主治金疮出血、外伤出血。